# Motore V24

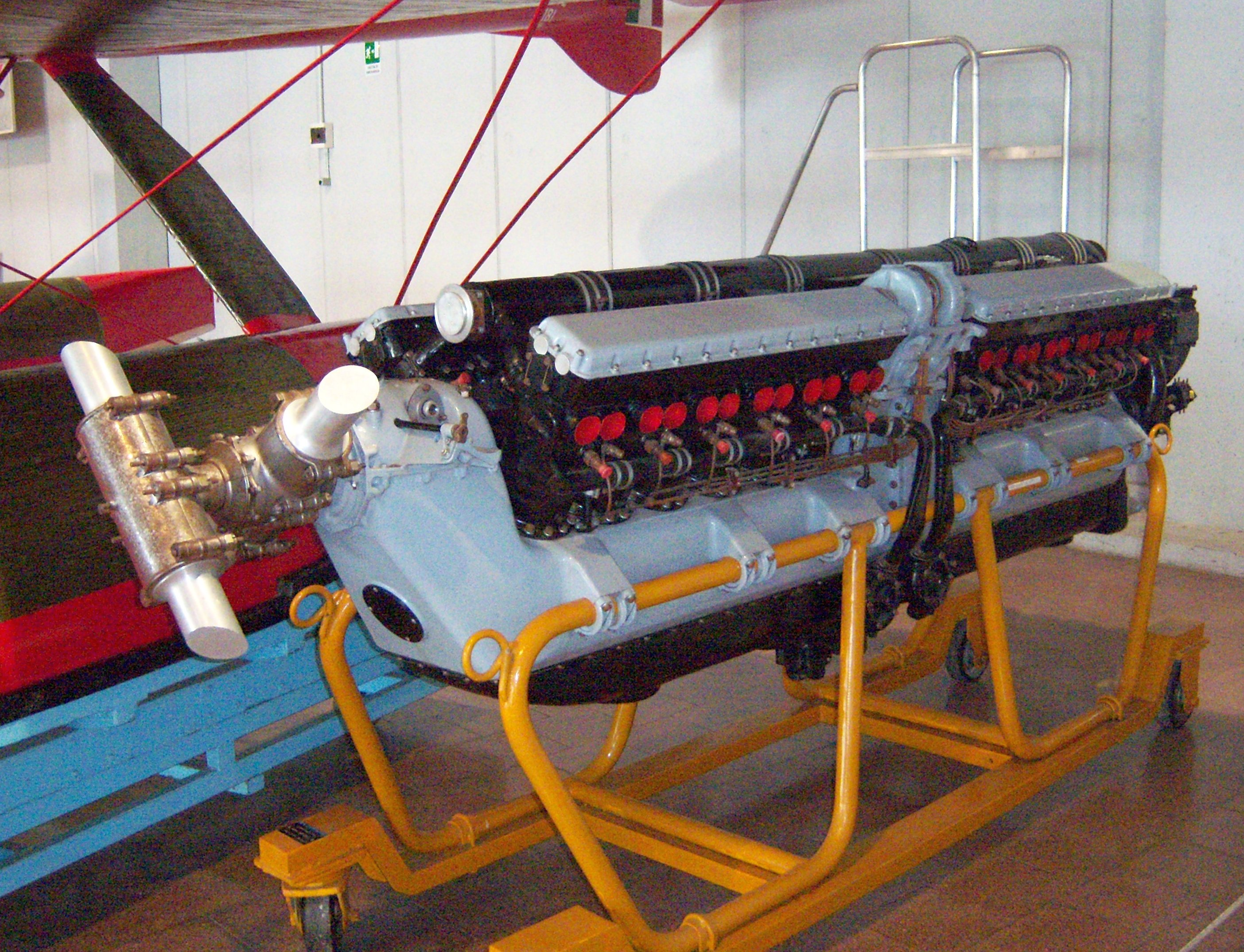
Motore aeronautico Fiat AS.6

Un motore V24 è un motore a pistoni a 24 cilindri in cui due banchi di dodici cilindri sono disposti in una configurazione a V attorno a un albero motore comune. La maggior parte dei motori V24, tuttavia, sono stati motori "doppi V12" in cui due motori V12 separati sono allineati l'uno con l'altro.

## Motore aeronautico Fiat AS.6
Questo motore aeronautico V24 fu costruito all'inizio degli anni '30 per alimentare l'aereo Macchi MC72, destinato a competere nelle gare aeree del Trofeo Schneider del 1931. Questo motore era in realtà formato montando due motori Fiat AS.5 V12 uno dietro l'altro, con il motore anteriore che alimentava l'elica posteriore e il motore posteriore che alimentava l'elica anteriore. La cilindrata combinata era superiore ai 50 litri e la potenza complessiva prodotta era di circa 3000 CV (2160 kW).
Problemi meccanici hanno impedito all'aereo di competere nel Trofeo Schneider, tuttavia il Macchi MC72 ha raggiunto una velocità media massima di 709 km/h il 23 ottobre 1934. Questo stabilì il record per un idrovolante a pistoni, un record che dura ancora oggi.

## Detroit Diesel 24V71
Il motore Detroit Diesel Series 71 24V71 con una cilindrata di 1.704 cc in (28,8 L) e 2.000 hp. Prodotto dal 1994 al 1997.

## Jenbacher J624
Un motore V24 attualmente in produzione è il motore a gas Jenbacher J624 di fabbricazione austriaca per generazione energia elettrica ed per applicazioni CHP. Utilizzando sovralimentazione a turbocompressori in due stadi, con alesaggio e corsa di 190 mm x 220 mm, la cilindrata totale del motore è di 149,7 litri. Secondo applicazione, il gruppo elettrogeno è capace di erogare fino a 4.507 kW di potenza elettrica.